# 青山 (台灣地名)
青山是位在臺灣臺中市和平區的一處地名，該地區在日治時代稱為「久良屏峽」，日人曾有意在此興建大甲溪第一發電所，但直到二次大戰結束前都未能興建。戰後，國民政府選在東勢－太魯閣路線興建中橫公路，該公路西段沿著大甲溪的溪谷興建，並在台8甲線6.609K興建青山發電廠，自此始有「青山」之名。中橫公路在上線、下線也是以青山稱之青山上線（往德基單向通行）、青山下線（往谷關單向通行），其中青山下線則是主要供青山發電廠的人員進出之用。921大地震後，原本中橫公路的主線是青山上線，卻因這場地震而嚴重毀損放棄修復，至今仍以青山下線及河谷邊開闢的便道做為該公路的主線，並於谷關與德基二處持續施以管制，採有條件方式開放給梨山及公路沿線居民、工作人員通行。